# Laura Harring
Laura Elena Martínez-Herring, comumente conhecida como Laura Harring (Los Mochis, 3 de março de 1964) é uma atriz e modelo norte-americana de origem mexicana, que venceu o Miss USA em 1985, tornando-se a primeira mulher hispânica coroada a Miss USA  e a primeira das cinco vencedoras consecutivas do Estado no Miss USA entre 1985 e 1989. Foi semifinalista no Miss Universo desse mesmo ano. Mais tarde, ela começou sua carreira de atriz na televisão e no cinema.

## Filmografia

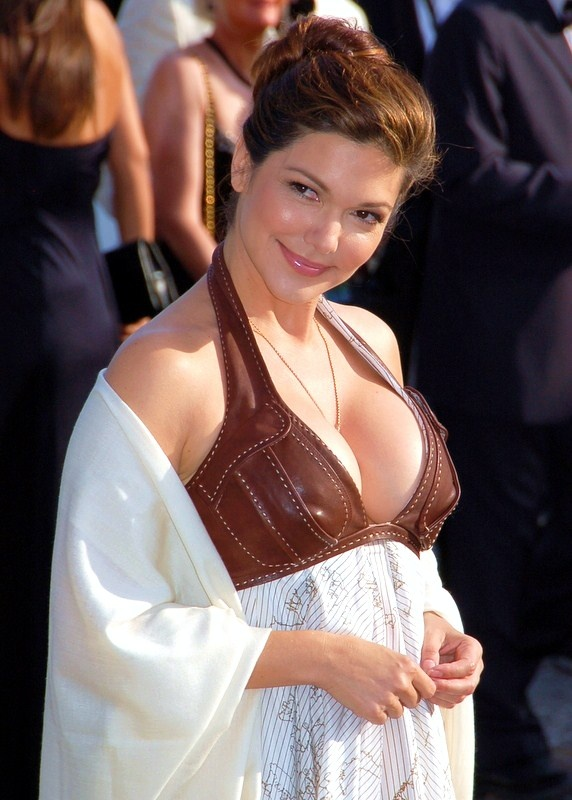
Harring do Festival de Cannes de 2008.

- The Alamo: Thirteen Days to Glory (TV) (1987)
- Desperado: Avalanche at Devil's Ridge (TV) (1988)
- Silent Night, Deadly Night 3: Better Watch Out! (1989)
- The Forbidden Dance (1990)
- General Hospital (série) (1991)
- Dead Women in Lingerie (1991)
- Rio Diablo (TV) (1993)
- Exit to Eden (1994)
- Empire (série de TV não exibida) (1995)
- Sunset Beach (série) (1997)
- Black Scorpion II: Aftershock (1997)
- Hoover Park (1997)
- California (série de TV) (1997)
- Frasier (TV, 1 episódio) (1998)
- Final Payback (1999)
- A Family in Crisis: The Elian Gonzales Story (TV) (2000)
- Little Nicky (2000)
- Black Scorpion (série) (2001)
- Mulholland Drive (2001)
- John Q (2002)
- Derailed (2002)
- Rabbits (2002)
- Willard (2003)
- Mi Casa, Su Casa (2003)
- The Poet (2003)
- The Punisher (2004)
- Return to Babylon (2004)
- All Souls Day (2005)
- The King (filme) (2005)
- Inland Empire (2006)
- Nancy Drew (2007)
- Love in the Time of Cholera (2007)
- The Caller (2008)
- Gossip Girl (2009-2010)
- NCIS Los Angeles (mãe de Kensi Blye) (2012)

## Vida pessoal
Em 1987, casou-se com o conde Carl-Eduard von Bismarck-Schönhausen, trineto de Otto von Bismarck. Embora o casal tenha se divorciado em 1989, ela mantém o título de condessa von Bismarck-Schönhausen. 